# Kijowska Rada Obwodowa

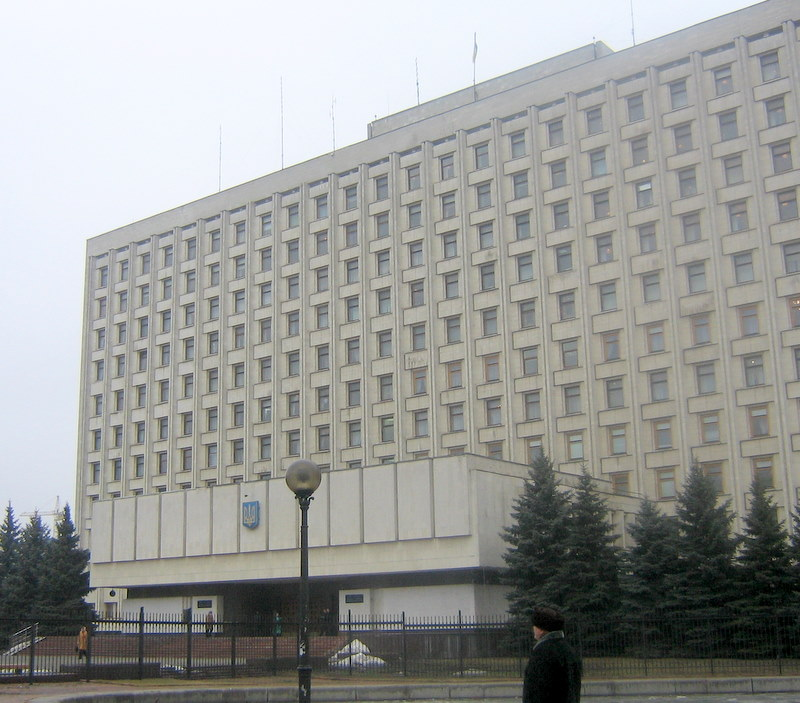
Budynek rady obwodowej

Kijowska Rada Obwodowa (ukr. Київська обласна рада) – organ obwodowego samorządu terytorialnego w obwodzie kijowskim Ukrainy, reprezentujący interesy mniejszych samorządów – rad rejonowych, miejskich, osiedlowych i wiejskich, w ramach konstytucji Ukrainy oraz udzielonych przez rady upoważnień. Siedziba Rady znajduje się w Kijowie.

## Przewodniczący Rady
- Iwan Pluszcz (3 kwietnia – 24 lipca 1990)
- Wasyl Sińko (25 września 1990 – marzec 1992, czerwiec 1992 – kwiecień 1998)
- Mykoła Baraniuk (14 kwietnia 1998 – listopad 2000)
- Anatolij Zasucha (listopad 2000 – 6 września 2001)
- Mykoła Baraniuk (6 września 2001 – 18 września 2003)
- Mykoła Pryjmaczenko (18 września 2003 – 9 grudnia 2004)
- Anatolij Zasucha (9 grudnia 2004 – 1 lutego 2005)
- Mykoła Pryjmaczenko (1 lutego 2005 – 20 kwietnia 2006)
- Wołodymyr Majbożenko (20 kwietnia 2006 – 14 maja 2010)
- Ołeksandr Kacznyj (14 maja 2010 – 27 lutego 2014)
- Mykoła Babenko (od 27 lutego 2014)